# Club General Díaz
Club General Díaz – paragwajski klub piłkarski z siedzibą w mieście Luque.

## Osiągnięcia
- Mistrz lokalnej ligi (Liga Luqueña de Fútbol) (3): 1966, 1967, 1968

## Historia
Klub założony został 22 września 1917 i gra obecnie w trzeciej lidze paragwajskiej Primera de Ascenso. Nazwa klubu pochodzi od paragwajskiego bohatera narodowego generała José Díaza. W roku 1974 oddano do użytku stadion klubu Estadio General Adrián Jara.